# Balazsella pilososetosa
Balazsella pilososetosa är en kvalsterart som beskrevs av Sandór Mahunka 1983. Balazsella pilososetosa ingår i släktet Balazsella och familjen Hemileiidae. Inga underarter finns listade.